# ラッフルズ・メディカル・グループ
ラッフルズ・メディカル・グループ（RMG, Raffles Medical Group）は、シンガポールを拠点とする医療機関である。シンガポール証券取引所に上場している。
1976年、シンガポールの中心地に二つの診療所を開設したことに始まり、現在では2002年に開業したラッフルズ病院を基幹病院とする同国で最大規模の医療経営会社となっている。また、シンガポールのほか香港や上海でも外国人に対応できるクリニックを展開している。2010年度の売上高は2億3,912万シンガポールドル（160億円）であった。
2011年（平成23年）には、大阪市にクリニックを開設して日本進出することも明らかとなった。候補地は阪神電鉄の関連会社が管理するラグザ大阪（大阪市福島区）が有力で、外国人医師やバイリンガルの日本人医師が診療する内科、循環器科、消化器科などを展開、隣接するホテル阪神への宿泊と併せて商品化する予定という。その後、実際にはラグザ大阪ではなく、やはり阪神電鉄の関連会社（阪急阪神ビルマネジメント）が管理するハービスOSAKAへ2015年（平成27年）9月8日に「ラッフルズ・メディカル大阪」を開業した。医療コンサルティングを手掛けるソシオンヘルスケアマネージメント（東京都千代田区）との共同運営で、日本人客と外国人観光客のいずれもターゲットとしている。